# Kevin Rodeblad Lowe
Johan Kevin Alex Rodeblad Lowe, född 30 december 2000, är en svensk fotbollsspelare som spelar för Utsiktens BK.

## Karriär
Rodeblad Lowes moderklubb är IF Brommapojkarna. 2018 gick han till Ursvik IK, där det blev tre matcher i Division 5. I maj 2019 gick Rodeblad Lowe till Enköpings SK. Han spelade 19 matcher för klubben i Division 2 2019.
I november 2019 värvades Rodeblad Lowe av Jönköpings Södra, där han skrev på ett treårskontrakt. Rodeblad Lowe gjorde sin Superettan-debut den 16 juni 2020 i en 0–1-förlust mot GAIS.
Inför säsongen 2023 skrev Rodeblad Lowe på för Dalkurd FF. I juli 2023 gick han till FC Trollhättan. I februari 2024 värvades Rodeblad Lowe av Utsiktens BK, där han skrev på ett tvåårskontrakt.